# مسیه ۹۲

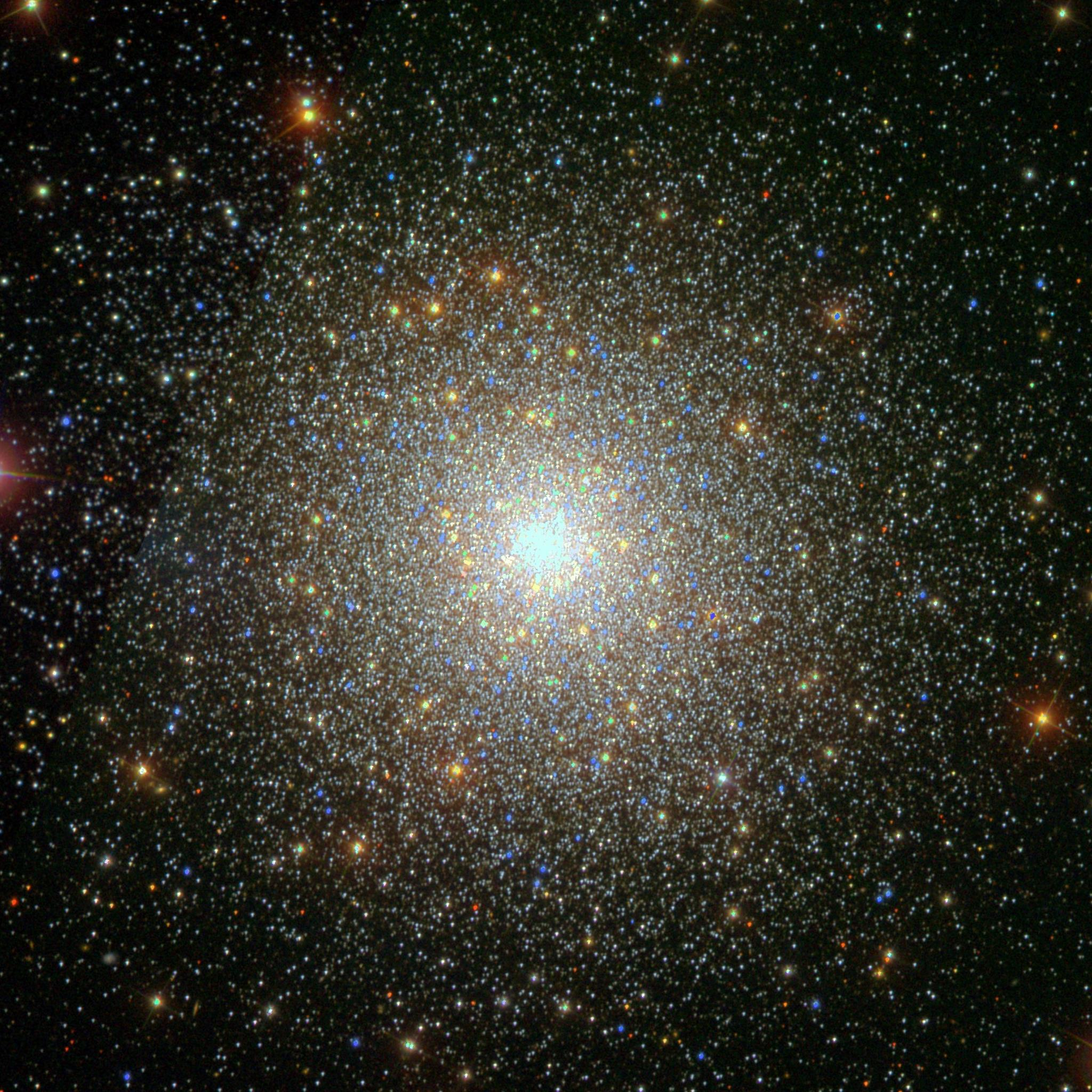
نمایی از خوشهٔ ستاره‌ای کروی «مسیه ۹۲»

مسیه ۹۲(به انگلیسی: Messier 92) یا ان‌جی‌سی ۶۳۴۱ یک خوشه ستاره‌ای کروی در صورت فلکی هرکول است که فاصله آن از زمین بیست و شش هزار سال نوری و قدر ظاهری آن ۷.۵ است.